# Bonfim (Oporto)
Bonfim es una freguesia portuguesa perteneciente al municipio de Oporto, con 3,05 km² de área y 28 578 habitantes (2001). La densidad poblacional asciende a 9 369,8 hab/km².

## Patrimonio
- Ponte de D. Maria Pia
- Fábrica de Louça de Massarelos

- Datos: Q892377
- Multimedia: Bonfim (Porto) / Q892377